# Haldane (cràter marcià)
Haldane és un cràter situat al quadrangle Eridania de Mart, localitzat en les coordenades 53.1° Sud i 230.9° Oest. Té un diàmetre de 78,7 km i deu el seu nom al biòleg anglès J. B. S. Haldane (1892-1964). El nom va ser aprovat en 1973 pel Grup de Treball de la Unió Astronòmica Internacional (UAI) per a la Nomenclatura de Sistemes Planetaris (WGPSN).